# 翟政
翟政（1429年—？），字以德，河南彰德府安陽縣人，民籍，明朝政治人物。進士出身。

## 生平
景泰四年（1453年）舉河南鄉試第二十八名。景泰五年（1454年）中式甲戌科會試第一百二十九名，殿試登進士第三甲第十九名。

## 家族
曾祖父翟惟中，祖父翟通，父亲翟逵曾任貢士。